# Konstandinos Mitsotakis
Konstandinos Mitsotakis (grec: Κωνσταντίνος Μητσοτάκης, AFI / konstaˈdinos mit͡soˈtacis / ; 31 d'octubre [C.J. 18 d'octubre] de 1918 − 29 de maig de 2017) fou un polític  grec que va ser primer ministre de Grècia de 1990 a 1993. Es va graduar en dret i economia a la Universitat d'Atenes.

## Família i vida personal
Mitsotakis va néixer al barri de Halepa, Khanià, Creta, en el si d'una poderosa família política, vinculada a Elevthérios Venizelos per ambdues bandes. El seu avi Kostís Mitsotakis (1845-1898), advocat, periodista i durant un breu període diputat per la Creta otomana, va fundar el Partit Liberal, a continuació "Partit dels peus descalços" (Κόμμα των Ξυπολήτων) amb Venizelos, i es va casar amb la germana d'aquest últim, Katigo Venizelou, l'àvia de Konstandinos. El Pacte de Halepa de 1878, que garantia un cert nivell d'autonomia a la Grècia Otomana, va ser signat a casa seva. El seu pare, Kiriakos Mitsotakis (sènior) (1883–1944), també diputat per Khanià al Parlament Hel·lènic (1915–20) i líder dels voluntaris de Creta a la Primera Guerra Balcànica, es va casar amb Stavroula Ploumidaki, filla de Kharàlambos Plumidakis, primer alcalde cristià de Khanià i diputat en l'època de la República de Creta, al se torn cosí germà d'Elevthérios Venizelos.
Mitsotakis estigué casat amb Marika Mitsotakis (de soltera Giannoukou) des de 1953 fins a la seva mort el 6 de maig del 2012.Van tenir quatre fills.El seu fill, Kiriakos Mitsotakis, és també polític i president del partit conservador Nova Democràcia. (un càrrec que prèviament havia ocupat el propi Konstandinos Mitsotakis), i fou ministre del govern en 2013-15. La seva primera filla, Dora Bakoyannis, diputada al parlament per Nova Democràcia, fundadora i presidenta del partit Aliança Democràtica, fou alcaldessa d'Atenes (2003-2006) i ministra d'Afers Exteriors de 2006 a 2009. La seva segona filla Alexandra Mitsotakis Gourdain és un activista de la societat civil grega. La seva tercera filla és Katerina Mitsotakis.
Els interessos de Mitsotakis fora de la política incloíen les antiguitats de Creta i una passió per la preservació del medi ambient. Era propietari d'una rica col·lecció d'objectes arqueològics minoics i altres antiguitats de Creta, que ell i la seva dona van donar a l'estat grec. També estava molt interessat en la promoció de la reforestació de Grècia, incloent, en particular, les muntanyes de Creta.

## Primers anys de carrera política
Mitsotakis va ser elegit diputat al Parlament grec per primera cop el 1946, presentant-se a les llistes del Partit Liberal en la seva prefectura natal de Khanià, Creta. En l'estiu de 1946 va participar també com a testimoni en el judici als criminals de guerra de soldats alemanys que havien actuat a Creta. El 1950 va ser escollit com a diputat per Khanià amb el Partit Liberal. A l'edat de 32 anys, al febrer de 1951, es va fer càrrec de la cartera de viceministre de Finances al govern de Sofoklís Venizelos, i en la següent reorganització al juliol del mateix any, es va fer càrrec del ministeri de Transport i Obres Públiques.

## La qüestió Mitsotakis i Kazantzakis
El 1955 va defensar Nikos Kazantzakis al Parlament, quan estava sent perseguit per raons de prejudici religiós. Juntament amb Anastàssios Voulódimos i Gueórguios Tzatzanis presentà una interpel·lació al Parlament sobre la confiscació de llibres de Kazantzakis a la província. En el debat que va tenir lloc l'11 de març de 1955 al Parlament, va descriure Kazantzakis com una gran escriptor un veritable patriota i un veritable cristià amb un profund sentiment religiós. Nikólaos Tomadakis va reaccionar a la intervenció de Mitsotakis i va descriure el diputat cretenc com un producte de la conveniència política, i en cap cas constitutiu d'un producte d'indiferència al cristianisme o de la no lectura d'obres de Kazantzakis.

## Després de la creació de la Unió Centre
El 1961, Georgios Papandreu i Sofoklís Venizelos, juntament amb molts polítics i l'espai més ampli de centre venizelista va fundar la Unió de Centre. En aquell moment, K. Mitsotakis, a causa de la rivalitat amb el seu oncle, dirigí una campanya entre els partits per adjudicar el lideratge del centre a G. Papandreu.
Més tard, Konstandinos Mitsotakis va ser elegit líder de la Unió de Centre i va participar activament en la «lluita sense quarter» i el 1962 va fer a la Cambra una declaració a favor de la legalització del Partit Comunista de Grècia, llavors il·legal. Després de la victòria de la Unió de Centre el 1963, va ser ministre de Finances en el govern de Georgios Papandreu el 1963 i 1964.

## Juliol de 1965
El 1965 va dirigir un grup de dissidents, coneguts com els 'apòstates de juliol' o "apostasia", que fa referència a les causes de dimissió del govern de Georgios Papandreu el 15 de juliol de 1965. La crisi que s'havia creat entre el llavors rei Constantí i Georgios Papandreu tenia aparentment com a origen la destitució del ministre de Defensa, Petros Garoufalias, i, en particular, la decisió de Papandreu d'assumir ell mateix la cartera de Defensa. L'agitació política va començar a partir d'aquest punt i es devia al fet que el rei ja havia decidit el successor de Papandreu, Georgios Athanasiadis-Novas, que estava esperant en una habitació contigua durant aquesta reunió. El fet que el successor de Papandreu jurés el càrrec tan sols uns minuts després de la renúncia de Papandreu va causar una gran quantitat de crítiques, i va crear la impressió que el rei havia volgut desfer-se de Papandreu en tot moment.
El rei Constantí va fer diversos intents de formar nous governs, però cap d'ells no va reeixir. Va designar el president del Parlament, Georgios Athanasiadis-Novas com a primer ministre. Athanasiadis-Novas va ser seguit per molts dissidents de la Unió del Centre (els famosos  apòstates , el més destacat dels quals era justament Konstandinos Mitsotakis) i membres del partit conservador Unió Nacional Radical. Aquest fet li va comportar durant molt de temps l'odi dels lleials a Papandreu, així com d'una part significativa de la societat grega.

## Antidictadura i etapa post-dictadura
Va ser arrestat el 1967 per la junta militar, però va aconseguir escapar a Turquia amb l'ajut de ministre d'Exteriors de Turquia, İhsan Sabri Çağlayangil, i va viure a l'exili amb la seva família a París, França, fins al seu retorn el 1974.
El 1974 va fer campanya com a independent i no va aconseguir ser elegit diputat al Parlament. Va ser reelegit el 1977 en qualitat de fundador i líder del petit Partit dels Nous Liberals i el 1978 va fusionar el seu partit amb la Nova Democràcia de Konstandinos Karamanlís. Va ser ministre de coordinació econòmica (1978-1980), i Ministre d'Afers Exteriors (1980-1981).
El govern de ND (Nova Democràcia) va ser derrotat pel PASOK d'Andreas Papandreu el 1981, i el 1984 Mitsotakis va succeir Evàngelos Avérof com a líder de ND. Ell i Andreas Papandreu, fill de Georgios Papandreu, dominaren la política grega durant la següent dècada: la seva aversió mútua es remunta a la caiguda del govern de Georgios Papandreu en 1965.
Mitsotakis va derrotar Papandreu, involucrat en l'escàndol del Banc de Creta a les eleccions de juny de 1989. El PASOK va perdre 36 escons en una de les majors derrotes d'un govern a la història grega moderna. No obstant això, en un moviment polèmic, el govern de Papandreu havia modificat el sistema d'elecció pocs mesos abans, per tal d'exigir que un partit obtingués el 50 per cent dels vots, per tal de governar en solitari. Per tant, Mitsotakis va ser incapaç de formar un govern malgrat que ND va ser el partit guanyador de manera destacada, amb 20 escons més que el PASOK. No va ser capaç d'obtenir el suport dels sis diputats que necessitava per formar un govern, per la qual cosa el president del Tribunal Suprem, Ioannis Grivas, es va convertir en primer ministre en funcions i presidí les noves eleccions al novembre de 1989. Aquestes eleccions va donar el mateix resultat que al juny. ND va acabar 20 escons per davant del PASOK, però encara feia curt per formar govern.
Després d'un altre període d'estancament, noves eleccions les noves eleccions d'abril de 1990 comportaren una nova victòria de ND fregant el llindar del 50%, però Mitsotakis encara era incapaç de governar en solitari. Després que l'únic parlamentari de Renovació Democràtica va acceptar d'anar en coalició, Mitsotakis, finalment, es va convertir en primer ministre. Per tant, tot i aconseguir una de les victòries més decisives de la història moderna de Grècia (27 escons per davant del PASOK), sobre el paper el govern de Mitsotakis era molt feble, ja que la seva majoria era d'un sol vot.
El govern de Mitsotakis va actuar amb rapidesa per reduir la despesa pública tant com fos possible, Va privatitzar empreses estatals i va reformar la funció pública. En política exterior, Mitsotakis va prendre la iniciativa perquè Grècia reconegués formalment l'estat d'Israel, i es va avenir a reobrir les converses sobre les bases nord-americanes a Grècia i a restablir la confiança entre els interlocutors econòmics i polítics de Grècia. Al juny de 1990, Mitsotakis es va convertir en el primer primer ministre grec que visitava els Estats Units des de la metapolítefsi. Es va comprometre a complir amb les obligacions de Grècia envers l'OTAN, per evitar l'ús de Grècia com una base per al terrorisme, i per aturar els atacs retòrics envers els Estats Units que havien estat el segell distintiu de Papandreu. Mitsotakis també va recolzar un nou diàleg amb Turquia, però va avançar en el conflicte de Xipre un requisit previ per a la millora en altres temes.

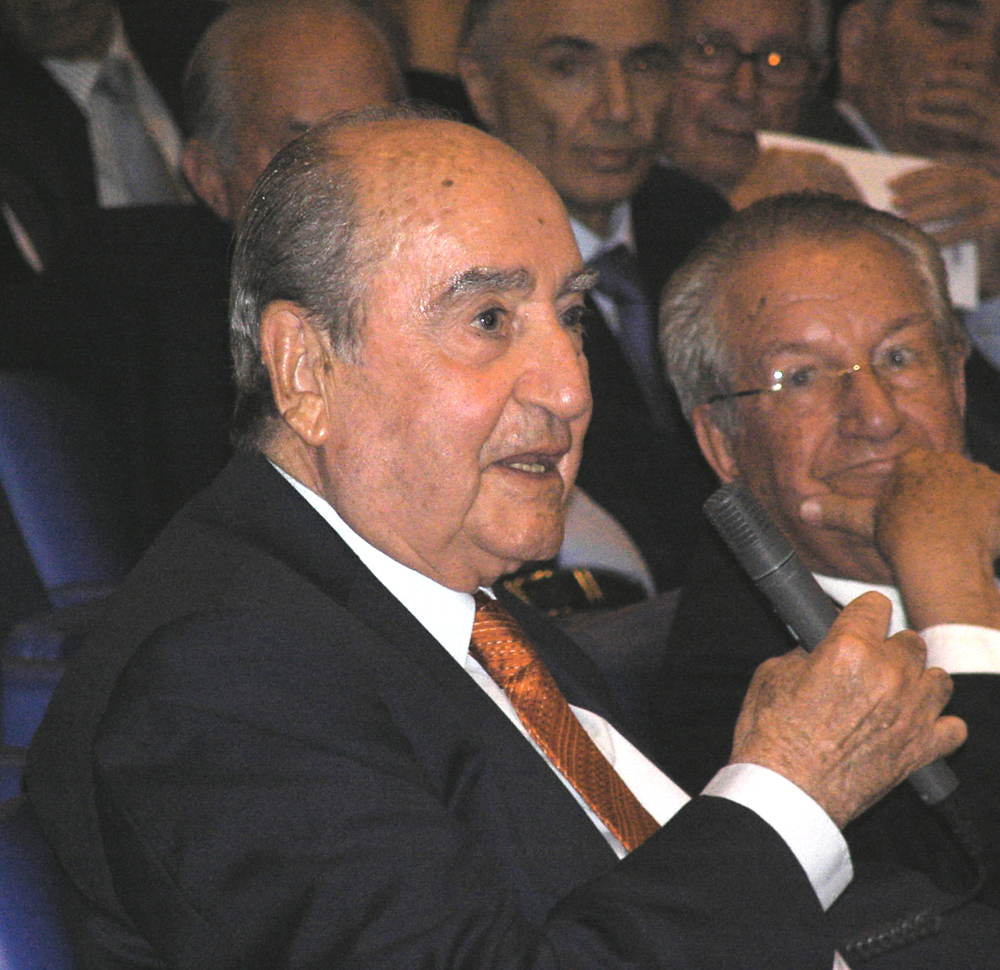
Mitsotakis el 2008.

Papandreu, declarat lliure dels càrrecs derivats de l'escàndol del Banc de Creta per una votació de 7-6 a l'Eidikó Dikastirio (Tribunal Especial), va criticar el govern de Mitsotakis per les seves polítiques econòmiques, per no prendre una posició prou estricte sobre la controvèrsia de nom amb la recent independenditzada República de Macedònia (Mitsotakis va afavorir un nom compost com ara "Nova Macedònia", fet pel qual va ser acusat, en aquell moment, de ser massa indulgent), així com sobre Xipre, i per ser massa pro-nord-americà. La creixent irritació pública per l'assumpte del nom de Macedònia va causar que diversos membres del grup de ND al parlament, dirigits per Andonis Samaràs, retiressin el seu suport del govern de Mitsotakis i formessin un nou partit polític, anomenat Primavera Política (Πολιτική Άνοιξη, Politiki Anixi). El govern de Mitsotakis ja havia restaurat el sistema d'elecció de nou a la seva forma original, el que va permetre al PASOK de Papandreu d'obtenir la majoria parlamentària clara, després de guanyar les eleccions avançades de 1993, i tornar al poder. Mitsotakis després va renunciar com a líder de ND, tot i que va romandre com a president honorari del partit.
El gener de 2004 Mitsotakis va anunciar que es retiraria del Parlament a les eleccions del 7 de març, 58 anys després de la seva primera elecció.

### Longevitat
Amb 98 anys, 223 dies, Mitsotakis fou l'antic primer ministre grec més longeu, només superat per Xenofon Zolotas que va viure 100 anys, 45 dies.